# گلزنکیرشن
گِلزنکیرشِن (به آلمانی: Gelsenkirchen) شهری است در ایالت نوردراین-وستفالن آلمان.
گلزنکیرشن در بخش شمالی ناحیهٔ صنعتی روهر قرار گرفته است. جمعیت آن در دسامبر ۲۰۰۲ برابر با ۲۷۴٬۹۲۶ نفر بوده است.
نخستین‌بار در متون از گلزنکیرشن در سال ۱۱۵۰ نام برده شده ولی تا سدهٔ نوزدهم دهکدهٔ کوچکی بیش نبود. در آن سده انقلاب صنعتی به پیشرفت کل منطقه انجامید. در سال ۱۸۴۰ که معدن‌کاری زغال‌سنگ آغاز شد ۶۰۰۰ نفر در گلزنکیرشن زندگی می‌کردند و این تعداد در سال ۱۹۰۰ به ۱۳۸٬۰۰۰ افزایش یافت.